# WaKeeney (Kansas)
WaKeeney es una ciudad ubicada en el de condado de Trego en el estado estadounidense de Kansas. En el año 2010 tenía una población de 1862 habitantes y una densidad poblacional de 423,18 personas por km².

## Geografía
WaKeeney se encuentra ubicada en las coordenadas  39°01′28″N 99°52′55″O / 39.024467, -99.881972 (39.024467, -99.881972).

## Demografía
Según la Oficina del Censo en 2000 los ingresos medios por hogar en la localidad eran de $28,945 y los ingresos medios por familia eran $40,547. Los hombres tenían unos ingresos medios de $26,292 frente a los $16,435 para las mujeres. La renta per cápita para la localidad era de $17,596. Alrededor del 8.8% de la población estaban por debajo del umbral de pobreza.